# Interbase Public Licence
L'Interbase Public Licence est une licence informatique propriétaire.